# Isocypridina
Isocypridina is een geslacht van kreeftachtigen uit de klasse van de Ostracoda (mosselkreeftjes).

## Soorten
- Isocypridina fallax Kornicker in Kornicker & Poore, 1996
- Isocypridina quatuorsetae Kornicker, 1975